# BAE Batterien

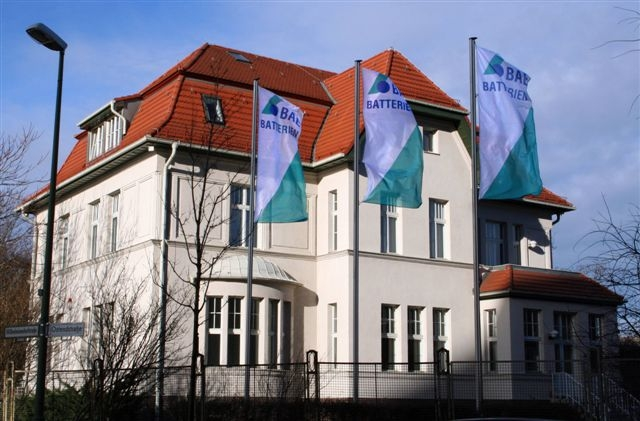
Verwaltungsgebäude der BAE Batterien GmbH

Die BAE Batterien GmbH (ehemals: Akkumulatorenfabrik-Aktiengesellschaft (AFA)) mit Sitz in Berlin-Oberschöneweide stellt seit ihrer Gründung im Jahr 1899 in Berlin Batterien und Akkumulatoren her. Zum aktuellen Sortiment gehören vor allem Akkumulatoren für Flurförderzeuge, Schienenfahrzeuge, IT-, Solar-, Telekom-, USV- und stationäre Anlagen. Das Unternehmen ist in über 80 Ländern tätig.

## Geschichte
Gegen Ende des 19. Jahrhunderts entstanden in dem damaligen Berliner Vorort Oberschöneweide zahlreiche komplette Industriebetriebe. 1895 begann der AEG-Gründer Emil Rathenau die Feuchtwiesen in Oberschöneweide zu industrialisieren. 1899 wurden von der Gesellschaft für elektrische Unternehmungen die ersten Fabrikhallen der neuen Akkumulatorenwerke Oberspree AG errichtet und tragbare Akkumulatoren und Batterien produziert. Renommierte Architekten erhielten Großaufträge für den Bau des Fabrikkomplexes. So entstand unmittelbar am Oberschöneweider Wohngebiet eine Werkanlage im historisierenden Baustil zur Herstellung von Bleiakkumulatoren im Auftrag der AEG. Fast zeitgleich begannen auch Werner von Siemens und Adolph Müller in Hagen mit der Produktion solcher zusammengeschalteter galvanischer Elemente.
Im Jahr 1904 erfolgte die Gründung der Vertriebsgesellschaft VARTA GmbH (Vertrieb, Aufladung, Reparatur transportabler Akkumulatoren). 1905 übernahm die Accumulatoren Fabrik Aktiengesellschaft (AFA) das Werk und begann mit der Fertigung transportabler Bleiakkumulatoren für den Einsatz in Taschenlampen, Telegraphen und elektrischen Signalapparaten. Ab den 1920er Jahren kamen Starterbatterien für Autos hinzu. Die Produktion wurde bis in die 1940er Jahre erfolgreich fortgesetzt. 1922 übernahm Günther Quandt die Aktienmehrheit der AFA und wurde ihr Generaldirektor.
Die AFA lieferte rund achtzig Prozent aller in Deutschland gefertigten Akkumulatoren und forcierte im Verein mit Berliner Droschken-Herstellern den Einsatz von Taxis mit Elektroantrieb. Zahlreiche Ladestationen wurden geschaffen und 1912 verlieh man Batterien gegen eine Kilometer-Pauschale. Mit dem Kilometergeld waren die Kosten für Anschaffung, Ladung und Unterhalt abgegolten. Viele der Wagenbesitzer schlossen Batterie-Instandhaltungsabkommen mit Großgaragen ab. Der reibungslose Batteriewechsel war besonders für die zahlreichen Droschken wichtig, deren Reichweite auf 50 bis 60 Kilometer beschränkt war. Ihre Zahl stieg in den Jahren 1908 bis 1911 von 400 auf 1700. In den Jahren 1918 bis etwa 1936 gab es auch elektrisch angetriebene 1,5- bis 2,0-t-Lastwagen der Marke AFA und elektrische Taxis wurden zeitweilig auch gemeinsam mit der Firma DEW in Berlin-Spandau, dem ehemaligen Slaby-Beringer-Betrieb, produziert.
Nach dem Ende des Zweiten Weltkrieges wurden die Fabrikbesitzer enteignet, das Unternehmen in eine Sowjetisch-Deutsche Aktiengesellschaft (SDAG) umgewandelt. Sie produzierte nun fast ausschließlich Taschenlampen und Batterien für den Bedarf der Roten Armee. Ab den 1950er Jahren wurde das Werk Eigentum der neu gegründeten DDR und stellte nun Batterien und Akkumulatoren für den Binnenhandel in großer Einsatzbreite sowohl für Haushaltsgeräte als auch für technische Anlagen her. Die Taschenlampenproduktion samt Zubehör wurde unter dem neuen Namen Belfa (Batterie- und Elemente-Fabrik) fortgeführt. Die BAE avancierte bald zum größten Produzenten von Batterien und Akkumulatoren in der DDR. Verwaltungsmäßig gab es in den 1960ern eine Zusammenfassung mehrerer Betriebe der Elektrobranche zu einer VVB mit dem Namen Installation Kabel Apparate (besser bekannt als IKA), zu der auch die BAE hinzukam. Nach der Umwandlung der VVB in Großkombinate Ende der 1970er Jahre wurden die BAE-Produkte unter der neuen Markenvertriebsorganisation AKA electric angeboten.
Die deutsche Wiedervereinigung führte zu einer Änderung der Eigentumsform in eine Gesellschaft mit beschränkter Haftung, es entstand die BAE GmbH. Die Betriebsleitung vereinbarte eine Lizenzproduktion für die VARTA AG, die jedoch keine Gewinne einbrachte. Durch ein Management Buy Out von Ostberliner Betriebsdirektoren und Brancheninsidern konnte die Firma im Jahr 1993 vor der Schließung bewahrt werden. Die neue Geschäftsleitung versuchte eine Spezialisierung auf Batterien für Schienenfahrzeuge und Gabelstapler, was aber langfristig ebenfalls nicht erfolgführend war. Im Jahr 2005 wurde per Ausschreibung ein neuer Investor gesucht, der Niederländer Jan IJspeert hatte sich für die Übernahme gefunden. Er brachte als Wirtschaftsfachmann gute Kenntnisse und Kontakte mit und sicherte unter anderem die Finanzierung des Unternehmens. Ab 2007 fungiert er nun als Geschäftsführer unter Beibehaltung des historischen Firmennamens.
Am 12. April 2021 wurde bekannt, dass der insolvente Batterien- und Akkumulatorenhersteller MOLL GmbH & Co. KG per 1. Mai übernommen werden soll.

## Produktionshallen, Verwaltungsgebäude und Firmengelände

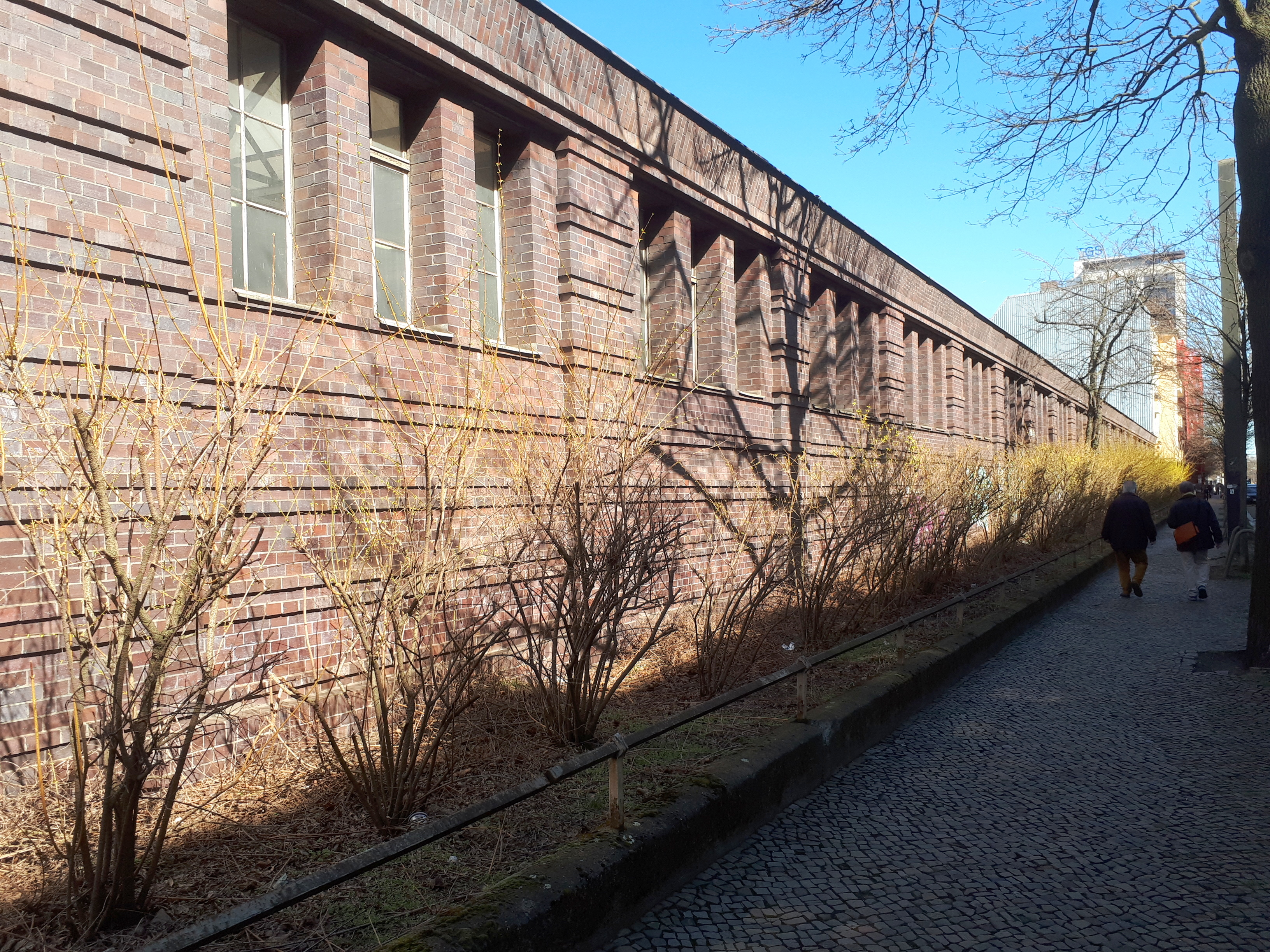
Fabrikgebäude Ostendstr. 30–33

Erhalten sind aus der ersten Bauphase in den 1890er Jahren der Verwaltungsbau und der Haupteingang des Werkgeländes an der Wilhelminenhofstraße 68 und 69 sowie eine einzelne Halle auf dem Gelände. In den 1920er Jahren wurde nach Plänen von Bruno Buch entlang der Ostendstraße 30–33 ein neues eingeschossiges Fabrikgebäude als Klinker-Bau mit vier rechteckigen Eingangstoren errichtet. Der Trakt hat eine Gesamtlänge von 125 Metern, der in 26 Achsen zu jeweils drei Fensterreihen aufgeteilt ist. Auskragende Bänder und ein breites Hauptgesims betonen die Waagerechte. Der Bau ist mit einem abgewalmten Satteldach abgeschlossen. Zu DDR-Zeiten wurden auf dem Betriebsgelände Verwaltungs- und Sozialgebäude neu hinzugebaut.
Im Jahr 1991 wurde das ursprüngliche Firmengelände (etwa 180 m × 200 m groß) um ein bedeutendes Stück verkleinert, das in die Verwaltung des Senats von Berlin fiel. Das Umweltamt wurde mit Bodenuntersuchungen beauftragt, die eine enorme Belastung des Bodens und des Grundwassers zeigten: Bleikonzentrationen um 40 g pro kg Boden und 9000 µg LCKW (leichtflüchtige chlorierte Kohlenwasserstoffe wie Tetrachlorethen oder Vinylchlorid, die als Reinigungsmittel dienten). Die Schadstoffe waren auch in das Grundwasser eingedrungen. Mit großem finanziellen (rund 3,6 Mio. Euro) und maschinellen Aufwand wurden bis zum Jahr 2000 Sanierungen durchgeführt. Dazu gehörten ein Austausch des kontaminierten Bodens, Absperrmaßnahmen, die Inbetriebnahme unbelasteter Brunnen sowie die Einrichtung eines Pegel-Messstellennetzes und einer Grundwasser-Reinigungsanlage. Die alten denkmalgeschützten Industriebauten werden seit Ende der 1990er Jahre restauriert.

## Produkte
Die Batterien (Akkumulatoren) werden in einem breiten Spektrum von Anwendungen eingesetzt. Dazu gehören:

### Standby-Anwendungen
- Batterien für Telekommunikationseinrichtungen
- Batterien für Verkehrsanlagen
- Energieversorgungsanlagen
- USV – Unterbrechungsfreie Stromversorgung

### Erneuerbare-Energien-Systeme
- Batterien für Hybridanlagen
- Batterien für Off-grid
- Batterien für Solar Home Systeme

### Motive Power
- Batterien für Flurförderzeuge
- Batterien für Schienenfahrzeuge

### Spezielle Anwendungen
- Batterien für sicherheitsrelevante Anwendungen
- Batterien für Sonderanlagen
- Batterien für Spezialfahrzeuge

Als Haupterzeugnisse sieht IJspeert neben den Traktionsbatterien wartungsarme und wartungsfreie stationäre Batterien für den wachsenden Bedarf der Computerbranche und der Solarindustrie: es werden hochmoderne und effiziente USV-Anlagen oder dezentrale Kleinkraftwerke entwickelt, wie ein in ein Container passendes Wind-Kleinkraftwerk. Diese werden Partnern in Deutschland und anderen Ländern zur Elektrifizierung abgelegener Gegenden und Betreibern von Serveranlagen angeboten. Auch die Entwicklung ausgereifter Speichertechnologien unter Zuhilfenahme von erneuerbaren Energieträgern steht auf der Tagesordnung. Die Produktion von Batterien für Flurförderfahrzeuge und Schienenfahrzeuge wird zunächst weitergeführt. Mit den Gewinnen werden schrittweise die alten Werkhallen und Ausrüstungen modernisiert, auch ein Anbau ist geplant.

## Engagement für die deutsche Hauptstadt
Die Firma BAE Batterien war Teilnehmer der Be-Berlin-Hauptstadtkampagne „Ich bin ein Berliner“, die herausragende Industrieprodukte aus den unterschiedlichen Bereichen des Industriestandortes Berlin präsentiert.